# ヒット'76〜'79
『ヒット'76〜'79』（ヒットななじゅうろく〜ななじゅうきゅう）は、1976年4月3日から1979年3月31日まで日本テレビ系列局で放送されていた日本テレビ製作の恋愛バラエティ番組・歌謡番組である。日本テレビ音楽祭の協賛番組。全154回。放送時間は毎週土曜日18:00 - 18:30（JST）。
正式名称は『ヒット'XX ショッキング!ドッキング!』で、XXには放送年（西暦）の下2桁が入った。

## 概要
毎回12人の一般男性が、「今週のプリンセス」と呼ばれる1人の一般女性もしくは女性ゲスト歌手を目指してさまざまな質問に答え、気に入らない答えを出した男性を次々と篩い落とし、最後に残った1人の男性に女性とのデート権を与え、後半ではデートの結果で女性とのカップルを成立か否かを決める公開番組。このほかに毎回4組（稀に3組）のゲスト歌手を招き、彼らに持ち歌を披露してもらっていた。特に日本テレビ音楽祭にノミネートあるいは受賞した歌手には優先的に歌ってもらっていた。
「男性の椅子が滑り台に変型して男性が落とされる」という、それまでの恋愛バラエティ番組には無かった斬新奇抜な演出が若者に受け、番組は3年にわたって放送された。しかし、土曜20:00枠で放送されていた『全日本プロレス中継』が1979年4月の改編で土曜18:00枠へ移動することになり、直前の時間帯に放送されていた『時間だヨ!アイドル登場』とともに同年3月31日放送分をもって終了した。なお、『時間だヨ!アイドル登場』も本番組もPT番組であり、共にスポンサー無しの状態で放送されていた。
番組終了から4年9か月後の1983年12月18日、番組は『恋はショッキング!』というタイトルで復活を果たした。こちらは毎週日曜12時00分 - 12時30分の放送で、司会に山田邦子、インタビュアーにツーツーレロレロ（大森うたえもん、そのまんま東）を迎えて行われていたが、それから3か月後の1984年3月25日に終了した。全12回。

## 出演者

### 司会
番組開始からしばらくは海原千里・万里が司会を務めていたが、結婚および引退（海原千里は後に上沼恵美子名義で復帰）のために1977年3月で降板。同年4月からはレツゴー三匹が、そして1978年4月から最終回までは春やすこ・けいこが担当した。
3組とも本業は漫才師であるため、1回目のCM明けにはミニ漫才をしていた（やすこ・けいこは1978年9月まで）。

### インタビュアー
上記の司会者とは別に、出場男性にマイクを向ける係がいた。
- おりも政夫（当時フォーリーブス、1976年4月 - 9月）
- 福留功男（当時日本テレビアナウンサー、1976年4月 - 9月）
- 池田まさる（1976年10月 - 1977年3月）
- くず哲也（1976年10月 - 1977年3月）
- 浮世亭ジョージ・ケンジ（やすこ・けいこ時代） - インタビュアーになって約2か月でコンビを解消。浮世亭ジョージは新たに大平シローと「ジョージ・シロー」を結成し、以後はジョージ・シローがインタビュアーを務めていた。

上記のうち、おりも・福留・池田・くずは千里・万里とは別行動を取っていたため、司会とアシスタントの中間的存在であったが、ジョージ・ケンジ（→ジョージ・シロー）はやすこ・けいこと同行することが多く、司会に近い存在であった。
なお、レツゴー時代には専任のインタビュアーはおらず、司会のじゅんと長作がインタビュアーを兼任していた（正児は進行を担当）。

### アシスタント
番組開始からしばらくはJOHNNYS' ジュニア・スペシャル (JJS) とザ・バーズがアシスタントを務めていたが、1976年10月にJJSに代わってアパッチが加入し、以後最終回までアパッチとザ・バーズが担当した。JJSとアパッチは、出演歌手が3組の時に自分の持ち歌を披露することがあった。

### クロージング[要検証–ノート]ナレーター
一貫して松永二三男（当時日本テレビアナウンサー）が担当した。松永は、後述の「今週のヒット3」と不定期に行われる「『日本テレビ音楽祭』情報コーナー」の司会も兼任していた。

### コーラス
- ミンクス

### 演奏
- 岡本章生とゲイスターズ

変遷
| 期間                      | 期間   | 司会             | インタビュアー         | インタビュアー         | アシスタント | アシスタント | ナレーター |
| ------------------------- | ------ | ---------------- | ---------------------- | ---------------------- | ------------ | ------------ | ---------- |
| 『ヒット'76〜'79』時代    |        |                  |                        |                        |              |              |            |
| 1976.4                    | 1976.9 | 海原千里・万里   | おりも政夫             | 福留功男               | JJS          | ザ・バーズ   | 松永二三男 |
| 1976.10                   | 1977.3 | 海原千里・万里   | 池田まさる             | くず哲也               | アパッチ     | ザ・バーズ   | 松永二三男 |
| 1977.4                    | 1978.3 | レツゴー三匹     | （なし）               | （なし）               | アパッチ     | ザ・バーズ   | 松永二三男 |
| 1978.4                    | 1978.5 | 春やすこ・けいこ | 浮世亭ジョージ・ケンジ | 浮世亭ジョージ・ケンジ | アパッチ     | ザ・バーズ   | 松永二三男 |
| 1978.6                    | 1979.3 | 春やすこ・けいこ | ジョージ・シロー       | ジョージ・シロー       | アパッチ     | ザ・バーズ   | 松永二三男 |
| 『恋はショッキング!』時代 |        |                  |                        |                        |              |              |            |
| 1983.12                   | 1984.3 | 山田邦子         | ツーツーレロレロ       | ツーツーレロレロ       | （なし）     | （なし）     | （なし）   |

## 番組の流れ
番組は次の様な進行となる。
1. 出場女性の自己紹介
2. 前半戦第1の質問
3. オープニング
  - 1978年10月（やすこ・けいこ時代後期）からは、後述の短縮バージョンとなる。
  - オープニングでのテロップは、出演者・バンド・コーラスのみだったが、稀にスタッフのテロップも入れることがあった。その時は出演者などのテロップは、第1問の脱落者が決まる頃から口上前まで行っていた。
4. CM
5. 司会者の紹介と漫才→ゲストの歌①
  - やすこ・けいこ時代後期からはゲストの歌はOP直後となり、その後CMを流してから、司会者の紹介を廃止して、いきなり前半戦の続きとなった。またやすこ・けいこ時代前期までは、歌う前にゲストと司会者のやり取りが有ったが、それも廃止された。
6. 前半戦の続き
  - 入る直後には、画面下部に「プリンセス」のプロフィールや心境などのテロップが出された。
7. ゲストの歌②
8. CM
9. 後半戦（デートコーナー）
10. 賞品の読み上げ
11. ゲストの歌③
  - ゲストが3組の時にはJJSやアパッチの持ち歌を披露したが、場合によっては端折られることもあった。
  - やすこ・けいこ時代後期からは、この後に「今週のヒット3」が設けられた。
12. CM
13. ゲストの歌④
  - これのみ一貫して、歌う前に司会者とのやり取りがあった。
  - 「プリンセス」になった女性ゲスト歌手が歌うのは、この時が多かった。
14. エンディング
  - 出演者全員がステージ左に集合した所で、女性へのインタビュー（カップルが成立したら男性にも）を行った後、「次回の『プリンセス』の紹介」と「参加希望の告知」（1979年2月まで）を行い、口上→テーマソングとなる。なおこの時は踊りは踊らず、単に手拍子のみだった。またテロップはスタッフのみだったが、OPに全てのテロップが出た時はテロップ無しになったが、稀にテーマソングを端折る時も有った。なおやすこ・けいこ時代後期からは、出演者やスタッフなどの全てがテロップされた。
15. CM
16. クロージング
  - 女性への参加賞が手渡された映像を映しながら、松永のナレーションで参加賞の説明が行われ、「『ヒット'XX』、来週もお楽しみに！」のナレーションで終わる。

## 口上
やすこ・けいこ時代前期までは、第1問の脱落者が決まった後、次の口上で始まる。
- 「嫌な（嫌いな）男はドンドン捨てて」[2]「素敵な彼とドッキング」「女性天国」「男性地獄」「ヒットXX」「ショッキング！ドッキング！」

この後、ステージ左からザ・バーズ、右からJJS（→アパッチ）が登場し、文部省唱歌「茶摘み」の替え歌であるテーマソングに乗って踊るのがパターンである。
口上の内「嫌な（嫌いな）…」から「ヒットXX」までは、司会時期によって、ローテーションが決まっている（どの時期も「ショッキング！ドッキング！」は全員）。次の通り。
|                    | 『嫌な（嫌いな）…』 | 『素敵な…』 | 『女性天国』       | 『男性地獄』 | 『ヒットXX』  |
| ------------------ | ------------------- | ----------- | ------------------ | ------------ | ------------- |
| 千里・万里時代     | 千里                | 万里        | 千里               | 万里         | 千里          |
| レツゴー時代       | 正児                | じゅん      | 長作               | 長作         | 正児          |
| やすこ・けいこ時代 | けいこ              | やすこ      | ケンジ （→シロー） | ジョージ     | やすこ けいこ |

1978年10月からは、脱落者が決まった直後に、男女の人形がキスしている場面に替わり、そのシーンに口上が早回しで被さり、テーマソングは廃止された。但しEDでは司会者の口上とテーマソングは継続された。

## 前半戦
出場者は、「今週のプリンセス」と呼ばれる一般女性（または女性ゲスト歌手）が1名、更に一般男性が12名。女性はステージ右に設けられた机の前の椅子に、頭にインカムを装着して着席、男性は坂状のセットの上に設けられた椅子（「デートルーム」と階段を挟んで左右に6脚ずつ）に、1人1脚ずつ座る。
- 18:00の時報の後、バンド演奏の「ジャーン！」という音と共に、女性の顔がアップで映し出される。その後、司会者の「今週のプリンセスはこの方です！名前と年齢と出身地をどうぞ！」[3]のかけ声に対し、女性は名前・年齢・出身地を述べる。そして出場男性への第1の質問として、男性は1番から順番に自己紹介をする。
- 自己紹介が終わったら、女性は司会者の「スイッチオン！」の掛け声とともに、第1印象で気に入らない男性の数字が書いてあるスイッチ（目の前の机に装備）を押し、男性の座っている椅子を滑り台に変型させて落としてしまう（下にはマットが敷いてある）。落とされた男性は、ステージ左から退場していく。
  - 落とす男性は1問につき最高3名まで（ラストを除き）。また気に入らない男性がいないからといって、パスする事は出来ない。1問に対し必ず最低1名は落とす。
  - 男性が落ちる時には、バンド演奏で「ジャジャン！」と音が鳴る演出があった。複数の男性が一斉に落ちる際には「ジャジャン！」、1人ずつ落ちる時には「ジャジャン！ジャジャン！」と鳴っていた。
- CMなどを置いて、第2問目からは、「あなたの好きな食べ物は」「あなたの好きな動物は」などの様に、男性に様々な質問を出し、男性はそれに答えていく。終わったら、女性は気に入らない答を出した男性を落としていく。
- 男性が残り2〜3名になったら、最後の質問として、男性は1人ずつ女性にプロポーズを述べる。終わったら、女性は気に入った男性を残し、後の男性は全て落とす。最終的に残った1名の男性が、女性とのデート権を獲得。

## 後半戦（デート・コーナー）
- 選ばれた男性は、女性と共にセット中央上部に設けられたデートルームに座り、合図と同時に1分半の間デートをする（この時点ではデートルームのみライトが付けられている）。
- 時間が来たら、司会者の「スイッチオン！」と共に、女性はこの男性と付き合うか否かを決めるべく、目の前にある「YES」と「NO」のどれかのスイッチを押す。「YES」を押すと、セットの後ろのカキワリから男女の天使人形が飛び出し、ステージやセットの電飾が光り、ファンファーレが鳴り出す。逆に「NO」のスイッチを押すと、男性が座っている椅子もろとも、下に下がってしまう（ABC『ラブアタック!』の「奈落の底」と同じ）。
- カップルが成立したら、中期以後男性は女性にキスをする（前期ではやらず）。やり方は次の通り。

中期
- 女性はその場で立ち、男性は跪いて、女性の右手にキスをする。
- この時のみアパッチのヤッチンが、コダックから当時発売されていたインスタントカメラでキスの瞬間を写す。この写真は同カメラと共にカップルに贈られる。

後期
- カップルがステージに降りると、中央にハート型のガラスが仕込んだ衝立が出てくる。カップルは衝立を挟んで両脇に立ち、ガラス越しに口づけをする。

## 賞品と読み上げ
カップルが成立したら、そのカップルには平和堂貿易から腕時計「ウォルサム」をペアで贈られた。また参加者には、参加賞が与えられる（女性にはウェディングドレス。男性は不明）。
カップルへの賞品は、カップルが成立・否に限らず、読み上げられる事となっている。
- 千里・万里時代はインタビュアーが担当（おりも・福留時代はJJSも）。まず女性やカップルに対する批評を会話した後、賞品を読み上げる。
- レツゴー時代とやすこ・けいこ時代はアパッチが担当。キスシーンが中期時代はミッチーとアコが揃い、ミッチーが読み上げる。後期時代は3人が揃い、まずアコが「おめでとうございます」（あるいは「残念でした」）と言った後に読み上げ、成立の時は（3人）「おめでとうございます！」、不成立の時は（アコ）「本当に、」（3人が頭を下げて）「残念でした！」と締める。

## プリンセスになった女性ゲスト歌手
おおむね2か月に一度の割合で女性ゲスト歌手が「今週のプリンセス」になっていた。
- 岡田奈々 - 第1回。またレツゴー時代にも1回挑戦。
- 桜田淳子 - 2回挑戦し、2回とも成立。
- 榊原郁恵
- 高田みづえ
- 片平なぎさ
- 山口百恵 - 不成立だった。
- 松本ちえこ - 不成立だった。
- 木之内みどり - かなり、落とすのをためらっていた。
- ピンク・レディー - ミー、ケイ、2人と延べ3回挑戦。
- 岸本加世子
- シェリー
- 相本久美子
- 清水由貴子
- 石野真子
- 大場久美子
- 研ナオコ - 最終回。
- 高見知佳 - 『恋はショッキング!』時代。1984年3月4日放送。
- 松本伊代 - 同上。1984年3月11日放送。
- ほか

### 補足
- ピンク・レディーが2人で登場した1977年7月9日放送分（番組唯一のWプリンセス）は、前半戦の構成やルールが一部変わっていた。次の通り。
  - 男性は2人1組で参加（「1」と「2」、「3」と「4」…）。そして奇数番号がミーファン、偶数番号がケイファンという構成だった。
  - 男性を落とす時はバラバラに落とさず、1組で落とす。つまり「1」と「2」はいいが、「1」と「3」などの様に落とすのはダメ。また1人だけ落とすのもダメ。
  - 進行の関係上、落とすのは1問につき1組（2人）だけ。従って男性に対する問題も、自己紹介やプロポーズを含めて全5問となった。
- 千里・万里時代においては、女性歌手がプリンセスの時であっても新聞のテレビ欄に予告が掲載されなかったが、レツゴー時代からは1977年4月2日と4月9日の「ピンク・レディー特集」[4]を皮切りに、女性歌手のプリンセス回放送日には「○○ちゃんの恋人は誰？」の予告が載るようになった。これはやすこ・けいこ時代後期には廃止されていたが、番組の最終回当日には久々に「最終回！大爆笑研ナオコ特集」という予告が掲載された。

## 今週のヒット3
やすこ・けいこ時代後期（1978年10月以降）から登場したコーナーで、あるテーマに沿った3曲を、ゲスト歌手がメドレー形式で歌う。このコーナーのみ、進行はやすこ・けいことジョージ・シローではなく松永とアパッチが担当した。

## 収録場所
通常は代々木の山野ホールで行われていたが（地方の公会堂での収録もあり）、夏（7月）には野外プールで行われていた。野外プールで行われた回においては、構成その他が通常とは異なる場合があった。
- セットはプールの脇に設置されたため、坂の下がマットやステージではなく、プールになっていた。そのためプールに落とされた男性は、泳いで退場していった。
- 後半戦、カップル不成立の時は通常通り男性が椅子もろとも下がっていったが、成立の時は天使人形の代わりに、セット後方のプールから噴水が上がる演出となった。

なお『恋はショッキング!』時代は後楽園ホールで行われた。

## 備考
- 番組放送開始1年前の1975年4月からは日曜12:15枠で『ヒット'75』、それよりさらに5年前の1970年1月からは同じ時間帯に『ヒット'70』というよく似たタイトルの音楽番組が放送されていたが、どちらも内容は全くの別物である。後者に至っては日本テレビ音楽祭の協賛番組ですらない。
- 1976年4月3日付の東京新聞14面には本番組の宣伝広告が掲載されており、ゲストはこの回のプリンセスである岡田奈々、そして和田アキ子と、インタビュアーのおりも政夫が所属し、『ヒット'75』の司会を務めたフォーリーブスだった。この広告に掲載されていたキャッチフレーズは「テレビ始まって以来のソーレツなしごきゲーム！」「だが君にも運命の女神はほほ笑むかもしれない！」と、恋愛バラエティ番組であることを思わせない文面であった。
- 番組スタートからしばらくの間は、坂状セットの上にゴンドラ状のセットが設けられ、その中に男性用の椅子が仕込まれていた。これは3か月ほどで撤廃され、椅子はむき出しになった。
- 男性に質問した後、司会者が「今の質問とは関係無しに、嫌いな○○の人を落として下さい」などと言いながら出し抜けに落とす理由を変更させ、女性や男性をアタフタさせることが何度もあった。特にレツゴー時代には頻繁に行われていた。
- レツゴー時代以降、12人の男性のうち、1人から2人顔や性格にインパクトのある者を入れるようになった[独自研究?]。そしてその男性が落ちたら、司会者が「さよならー」「またなー」と叫びながら見送った。
- 女性ゲスト歌手がプリンセスの時は、ファンを大事にする歌手のためか、落とす前後に「ごめんねー」あるいは「ごめんなさーい」と謝る歌手が多かった（桜田淳子、高田みづえなど）、またその歌手がカップル成立して、キスシーン（後期）になると、司会者が「○○ファンの方、すみません。○○さんはこれからこの方とキスをします。でもご安心下さい。（衝立のガラスを指さし）ここに防弾ガラスが仕込んであります」と言ってから行っていた。
- 1983年12月18日付の読売新聞日曜版には、『恋はショッキング!』の広告が掲載されていた。この回のゲストは森昌子と、前身番組の最終回でプリンセスとなった研ナオコであった。ただし、掲載された写真は前身番組のであり、坂状のセットに書かれている文字（向かって左が「シ」「ョッ」「キ」「ン」「グ」「！」、同じく右が「ド」「ッ」「キ」「ン」「グ」「！」）がマスク[要説明]で消されていた。ちなみに『恋はショッキング』では文字は書かれていなかった。

## スタッフ
- 構成：鈴木しゅんじ
- 音楽：高見弘
- 振付：岩崎りゅうじ
- ディレクター：吉岡正敏
- プロデューサー：向笠正夫
- 協賛：日本テレビ音楽祭実行委員会、日本テレビ音楽祭運営委員会
- 制作：中村公一、日本テレビ